# Почин (отряд спецназначения ОМСБОН войск НКВД СССР)
Отряд спецназначения (оперативная группа) «Почи́н» сформированный из личного состава 1-го МСП ОМСБОН войск НКВД СССР, — разведывательно - диверсионный отряд, действовавший в годы Великой Отечественной войны, в тылу врага, на оккупированной территории Черниговской области УССР и на территории нынешней Брянской области, в основном на участке железной дороги Гомель-Макошино. Базировался в Злынковских лесах , после блокады отряд перешёл в Добрянские леса .

## Состав
| 1.  | Шихов Александр Никитич       | 1914 г.р. | нн:н:нн наградной лист | лейтенант         | командир роты             | русский  |                                      |
| 2.  | Аверкин Михаил Павлович       | 1907 г.р. | :ннннн: наградной лист | старшина          | старшина роты             | русский  |                                      |
| 3.  | Алексеев Николай Иванович     | 1923 г.р. | нн:н:нн наградной лист | красноармеец      | шофёр                     | русский  |                                      |
| 4.  | Боровиков Георгий Иванович    | 1915 г.р. | :ннннн: наградной лист | младший лейтенант | командир взвода           | русский  | пал смертью храбрых 11.09.1943 года. |
| 5.  | Бурондасов Борис Михайлович   | 1917 г.р. | нн:н:нн наградной лист | старший сержант   | старшина роты             | русский  |                                      |
| 6.  | Дмитриев Николай Сергеевич    | 1907 г.р. | :ннннн: наградной лист | младший сержант   | подрывник                 | русский  |                                      |
| 7.  | Ещенко Иван Степанович        | 1913 г.р. | :ннннн: наградной лист | красноармеец      | командир отделения        | русский  |                                      |
| 8.  | Заречнев Александр Михайлович | 1912 г.р. | нн:н:нн наградной лист | красноармеец      | мотоциклист взвода        | русский  | пал смертью храбрых                  |
| 9.  | Зубков Александр Григорьевич  | 1922 г.р. | нн:н:нн наградной лист | красноармеец      | пулемётчик батальона      | русский  | пал смертью храбрых 11.09.1943 года. |
| 10. | Иванов Борис Васильевич       | 1923 г.р. | :ннннн: наградной лист | красноармеец      | сапёр                     | русский  |                                      |
| 11. | Коровка Владимир Васильевич   | 1922 г.р. | :ннннн: наградной лист | красноармеец      | стрелок                   | украинец |                                      |
| 12. | Кравченко Иван Михайлович     | 1920 г.р. | :ннннн: наградной лист | младший сержант   | командир отделения        | украинец | пал смертью храбрых 11.09.1943 года. |
| 13. | Кучеренко Тихон Акимович      | 1923 г.р. | :ннннн: наградной лист | красноармеец      | шофёр                     | украинец |                                      |
| 14. | Маралов Леонид Дмитриевич     | 1923 г.р. | :ннннн: наградной лист | красноармеец      | подрывник                 | русский  |                                      |
| 15. | Нужных Николай Фёдорович      | 1923 г.р. | нн:н:нн наградной лист | красноармеец      | стрелок                   | русский  |                                      |
| 16. | Паперека Владимир Кириллович  | 1921 г.р. | :ннннн: наградной лист | красноармеец      | стрелок                   | украинец |                                      |
| 17. | Резницкий Алексей Соломонович | 1914 г.р. | :ннннн: наградной лист | старшина          | помощник командира взвода | еврей    | пал смертью храбрых 7.09.1943 года.  |
| 18. | Рыбакова Тамара Степановна    | 1920 г.р. | :ннннн: наградной лист | сержант           | радистка                  | русская  |                                      |
| 19. | Сапунова Ираида Петровна      | 1919 г.р. | :ннннн: наградной лист | сержант           | санинструктор             | русская  |                                      |
| 20. | Стадник Николай Павлович      | 1923 г.р. | :ннннн: наградной лист | красноармеец      | снайпер                   | украинец |                                      |
| 21. | Талалаев Алексей Георгиевич   | 1926 г.р. | нн:н:нн наградной лист | красноармеец      | пулемётчик                | русский  | пал смертью храбрых 11.09.1943 года. |
| 22. | Тотмянин Николай Кузьмич      | 1922 г.р. | :ннннн: наградной лист | младший сержант   | командир отделения        | русский  | пал смертью храбрых 11.09.1943 года. |
| 23. | Харитонова Лидия Леонидовна   | 1924 г.р. | :ннннн: наградной лист | красноармеец      | радистка                  | русская  |                                      |
| 24. | Юрченко Пётр Варфоломеевич    | 1918 г.р. | :ннннн: наградной лист | красноармеец      | телеграфист               | украинец |                                      |

Офицеры, связанные с формированием, организацией и заброской в тыл врага спецотряда "Почин":
| Самусь Николай Корнеевич    | 1909 г.р. |                        | майор госбезопасности             | командир 1-го полка ОМСБОН                               |
| Зеленов Сергей Николаевич   | 1914 г.р. | :ннннн: наградной лист | майор госбезопасности             |                                                          |
| Кирпичев Дмитрий Иванович   | 1914 г.р. | :ннннн: наградной лист | старший лейтенант госбезопасности |                                                          |
| Кноблок Владимир Георгиевич | 1901 г.р. | нн:н:нн наградной лист | инженер-капитан                   | начальник оперативного отделения ОМСБОН войск НКВД СССР. |

нн:н:нн орден Красного Знамени
:ннннн: орден «Отечественной войны» 1 степени
нн:н:нн орден «Отечественной войны» 2 степени
:ннннн: орден Красной Звезды
:ннннн: медаль «За отвагу»
:ннннн: медаль «За боевые заслуги»

## Предыстория
Непосредственно перед началом Курской битвы возникла острая необходимость в усилении ударов по важнейшим коммуникациям противника. 
8 мая 1943 года командующий Центральным фронтом генерал армии К. К. Рокоссовский и Военный совет фронта обратились в НКВД СССР с просьбой направить три отряда ОМСБОН в тыл врага на участке этого фронта. «Эти отряды, — говорилось в письме Военного совета Центрального фронта, — желательно использовать по их прямому назначению для совершения диверсий в глубоком тылу в интересах Брянского и Центрального фронтов с главной задачей воздействовать на перевозку из глубины в Брянск людей, боевой техники и боеприпасов и этим замедлить накопление им необходимых сил и средств на нашем направлении, а следовательно, оттянуть сроки его наступления. Это нам во всех отношениях выгодно».
Руководство НКВД СССР сразу же откликнулось на просьбу командующего войсками Центрального фронта и приняло решение дополнительно сформировать три диверсионных отряда численностью 24 человека каждый из наиболее подготовленных к боевой работе в тылу противника военнослужащих ОМСБОН НКВД СССР. В дальнейшем предполагалось «усилить эти отряды за счет оперативных групп, действовавших в тылу противника до 60 человек в каждый отряд».
17 мая 1943 года командир ОМСБОНа Гриднев дал указание командиру 1-го полка ОМСБОН майору Самусь Н.К. «подготовить и отправить на выполнение диверсионно-боевых задач в тылу врага сформированные отряды старшего лейтенанта Н.Д. Матвеева, лейтенантов А.Н. Шихова и С.А. Каминского Полковник В. В. Гриднев выехал в штаб Центрального фронта для согласования плана переброски трех отрядов в тыл врага. Разведотдел фронта поставил перед этими отрядами и свои задачи. Учитывая, что переброска оперативных отрядов планировалась с помощью авиации и последующего десантирования, в программу подготовки было включено «изучение парашютного дела с производством тренировочных прыжков». Бойцы отрядов готовились к проведению диверсий в тылу противника: выводу из строя живой силы и техники, направляемой на фронт, а также разрушению основных дорог. Одновременно необходимо было добывать разведывательные данные о скоплении живой силы и техники неприятеля.
Необычными оказались проводы этих отрядов: «...24 мая 1943 г., в воскресенье, в клубе части шёл концерт шефов бригады — артистов Большого театра СССР. Перед бойцами выступали народные артисты СССР М. Д. Михайлов и И. С. Козловский. Во время выступления И. С. Козловского вдруг раздалась команда дежурного по части капитана: «Отряды Шихова, Матвеева, Каминского — в ружьё!» Во дворе бойцов уже ожидали машины. Их провожали все участники и зрители концерта. Оркестр заиграл: «Прощай, любимый город», и М. Д. Михайлов и И С. Козловский запели песню, подхваченную всеми присутствующими».

## История
30 мая 1943 года самолёты с бойцами отрядов А. Н. Шихова и С. А. Каминского взлетели с аэродрома в Ельце. Пересекли линию фронта и благополучно преодолев на пути обстрел из зенитных орудий,  и десантировались в  Чечерских лесах, в расположении спецотряда «Вперёд» ОМСБОН под командованием майора Павла Григорьевича Шемякина. Через несколько дней спецназовцы направились в заданные районы действий: отряд «Авангард» С. А. Каминского — в район железнодорожного узла Унеча, а отряд «Почин» А. Н. Шихова под Гомель. Более 300 км пришлось пройти отряду А. Н. Шихова, минуя многочисленные гарнизоны, петляя и кружа во избежание столкновений с врагом, от Чечерских лесов до района Гомеля. Трижды отряд форсировал большие реки, дважды перебирался через железные дороги. В одном месте выдержали бой с карателями. Но до места дошли без потерь. С середины июня, произведя рекогносцировку местности, А. Н. Шихов начал направлять подрывные группы на линии Гомель — Унеча и Гомель — Бахмач. Железнодорожные линии были выведены из строя на 15 суток. За короткий срок было подорвано 13 эшелонов. Особенно отличились подрывники Бурондасов, Ещенко, Зубков. 
Весной и летом 1943 г., накануне Курской битвы, в Центр и в штаб Центрального фронта от разведчиков отрядов Шихова, Матвеева и Каминского поступило много важных разведданных. Они информировали о состоянии коммуникаций, интенсивности движения, характере перевозимых грузов, системе охраны дорог,
о дислокации воинских частей в Смоленской, Гомельской, Витебской, Минской областях, о переброске фашистских войск из Франции, Алжира и из-под Ленинграда в район действий армий «Центр». На основании добытых омсбоновцами данных советская авиация нанесла мощные бомбовые удары по скоплениям войск на железнодорожных узлах Унеча, Гомель, Почеп.
Есть три источника описывающие обстоятельства гибели спецназовцев:
1 источник - наградные листы.
Хронология такая:
26.08.1943 
наградной лист Дмитриева:
В районном центре Черниговской области - Тупичев умело захватил и доставил в расположение лагеря отряда врача районной больницы для оказания помощи двум раненым бойцам отряда. благодаря этому жизнь раненых была спасена.
7.09.1943
Шихов, Аверкин, Алексеев, Бурондасов, Иванов, Коровка, Кучеренко, Нужных, Паперека, Стадник, Юрченко (всего 11 бойцов) выходят в тыл наступающей Красной Армии.
11.09.1943
Погибают Боровиков, Зубков, Кравченко, Резницкий, Талалаев, Тотмянин и предположительно, в тот же день Заречнев.
13.09.1943
наградной лист Сапуновой: 
Во время боя, под огнём противника оказывала помощь тов. Маралову и вынесла его в безопасное место.
наградной лист Маралова:
В бою при нападении "власовцев" на лагерь отряда, несмотря на тяжёлое ранение и окружение, отказался сдаться в плен, мужественно отбивая атаки противника. В этом бою он убил 5 "власовцев" и 13 ранил.
наградной лист Ещенко:
Руководя боевым охранением лагеря отряда в Добрянских лесах, предупредил нападение крупных сил противника и обеспечил боем планомерный отход отряда.
25.09.1943
Дмитриев, Ещенко, Маралов, Рыбакова, Сапунова (всего 5 бойцов) выходят в тыл наступающей Красной Армии.
Наградные листы всем подписаны 25 сентября 1943 года, кроме:

Дмитриева, Ещенко, Маралова, Рыбаковой, Сапуновой, Харитоновой. Их подписаны 12 ноября 1943 года.
У Харитоновой нет даты завершения работы, также нет описания в наградных листах её участия в событиях сентября.
Обстоятельства гибели, ни у кого из павших не записаны.
В наградном листе красноармейца Заречнева нет даты смерти.
  В персональных сведениях о захороненных в братской могиле, дата смерти Заречнева - 11.09.43 г.
 В Книге Памяти Алтайского края дата смерти Заречнева - 08.10.1943 г.

У Заречнева написано так: 

«В неравном бою с немецкими захватчиками, при проведении одной из диверсионно-боевых операций, пал смерть храбрых». 

У шести его товарищей написано так: 

«В неравном бою с немецкими захватчиками, при проведении одной из диверсионно-боевых операций, проявив мужество, смелость и отвагу, пал смерть храбрых».
Судя по информации из наградных листов, отряд до 7 сентября разделился на две группы.
2 источник – воспоминания Лидии Леонидовны Харитоновой, опубликованные в книге «Динамовцы в боях за Родину» 1979 год 2-я книга страницы 187-189
```
Боевые операции партизанских отрядов приводили оккупантов в бешенство. Разведчики установили, что в округе концентрируются значительные силы карателей. Специальные "охотничьи команды" эсэсовцев начали прочёсывать леса. Над нашей базой беспрерывно крутилась "рама" - самолёт-разведчик. Наконец на лес посыпались бомбы. Приходилось тщательно маскироваться, сокращать сеансы радиопередач. Фашисты пытались засечь передатчик, подсылали в лес своих агентов. Проник вражеский лазутчик и к нам. Им оказалась женщина лет тридцати, работала она у нас на кухне. С виду ничем не примечательная, тихая такая. Ей удалось выдать карателям расположение нашего лагеря. Но шпионку сумели разоблачить ещё до того, как каратели нас окружили. Отряд поспешно стал уходить из опасной зоны. Однако фашисты уже шли по нашему следу, вокруг стягивалось кольцо...
Для нас это было решающим испытанием моральных и физических сил.
Отряду удалось прорвать блокаду, но каратели не отставали. Заместитель командира Г. Боровиков с пятью бойцами остались нас прикрывать. В глубине леса раздавались короткие очереди «Дектярёва» и ППШ - их мы умели различать даже в шквальном огне противника. Но силы были слишком неравными. Потом стрельба постепенно затихла. Мы шли оглядываясь назад, кусая губы, чтобы не разрыдаться...
Когда отряд достаточно далеко оторвался от места боя, командир приказал остановиться. Молча все повернулись в ту сторону, где за кромкой темнеющего леса пали в бою наши товарищи-омсбоновцы: Георгий Иванович Боровиков, Саша Зубков, Саша Кравченко и ещё трое, которых я знала меньше и чьих фамилий не запомнила. Теперь нас в отряде восемнадцать.
Спустя несколько часов мы с Тамарой снова включили рацию. На другой день - опять. И опять - на третий... В Центр пошли новые разведданные о противнике, сообщения о диверсиях. Уходя на задание, бойцы старались нанести врагу как можно более ощутимый урон - за тех шестерых...
```

3 источник – Книга «Пароль – «Тула». Очерки о тульских партизанах» 2021 год. Трушин Н.И страницы 91,92.
```
Каратели появились неожиданно. Их было около двухсот. Они оцепили деревню, выставили засады, никого из деревни не выпускали, а тех, кто шёл в неё, задерживали и пытали. Первой жертвой карателей стал боец «Почина» старшина А. Резницкий. Фашистские изверги схватили его и после жестоких пыток расстреляли.
[
8
]
 Деревня Будище была одним из опорных пунктов этого отряда, а база находилась в семи километрах в лесу. Узнав о гибели товарища, партизаны решили направить в Будище разведгруппу, в которую вошли старший сержант Н. Тотмянин, младший сержант И. Кравченко, ефрейтор А. Зубков, рядовые А. Талалаев и А. Заречнев. Возглавил группу заместитель командира отряда младший лейтенант Г.И. Боровиков.
```

```
... Н. Шихов рассказывал, что к этой песне бойцы «приспособили» мотив «Орленка».
Последний раз ее потихоньку спели, когда провожали на задание группу Боровикова. Словно чувствуя беду, он заметно волновался. Тогда к командиру обратился Алексей
[
12
]
:
Можно спеть нашу?..
Валяйте, только вполголоса.
Потом группа выстроилась около вековой сосны. Провожал ее весь лагерь. Та сентябрьская ночь оказалась для группы трагической. Никто не спал, но возвращения разведчиков так и не дождались.
```

```
11 сентября с наступлением темноты разведчики вышли на задание. Тщательно маскируясь, прислушивались к каждому шороху, шли они, но как только приблизились к первым строениям деревни, со всех сторон застрочили пулеметы. Несколько разведчиков были убиты, остальные залегли и открыли ответный огонь. Бой вели до последнего патрона. Погибли все…
Вели разведку, совершали диверсии, нападали на гарнизоны. Фашисты несли немалые потери и решили покончить с этим отрядом. Им удалось выследить одну из стоянок в Злынковских лесах и окружить ее. Почти две недели партизаны находились в плотном кольце карателей, которые надеялись взять их измором. У партизан кончились продукты, все попытки выйти из окружения в ночное время терпели неудачу. Тогда командир решил прорвать блокаду и сделать это на рассвете, когда фашисты меньше всего ожидали атаки партизан. Небольшая группа прорыва скрытно подобралась к траншеям противника и забросала сонных гитлеровцев гранатами. Отряд тут же устремился вперед и буквально по головам ошеломленных захватчиков вышел из окружения, не потеряв ни одного бойца. Обосновавшись на новом месте, партизаны возобновили свои действия.
[
13
]
```

Братская могила в селе Бу́дище, Черниговской области, Украина
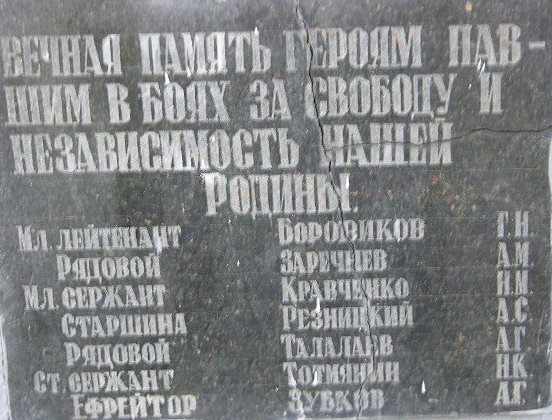
место на карте

После выхода бойцами отряда «Почин» в тыл наступающим частям Красной армии , отряд был направлен в Москву и расформирован. Его личный состав после предоставленного отдыха использовался для укомплектования других оперативных групп и отрядов, направленных в тыл противника.

## Результат
Отрядом спецназначения «Почин» под командованием лейтенанта А.Н. Шихова за период с 25 мая по 7 сентября 1943 года подорвано 13 эшелонов противника, в том числе четыре с живой силой. Убито до 700 немецких солдат и офицеров, 3 бургомистра. Добыты ценные разведданные и передано три донесения о действиях противника в районе Гомель – Макошино.
Омсбоновцы успешно справились с этой чрезвычайно сложной задачей. 
Об этом убедительно свидетельствует оценка действий оперативных отрядов ОМСБОНа, данная командующим
1-м Белорусским фронтом генералом армии К. К. Рокоссовским, В телеграмме от 24 декабря 1943 года, адресованной в НКГБ СССР, он писал: «Учитывая успешную работу в тылу врага спецотрядов Вашего наркомата,
действовавших под командованием тт. Каминского, Матвеева, Шихова и оказавших существенную помощь
фронту в деле разрушения Унечского и Гомельского железнодорожных узлов противника, мы просим оказывать дальнейшую помощь Белорусскому фронту посылкой ваших диверсионно-разведывательных отрядов для воздействия на перевозки и разрушение основных железнодорожных коммуникаций в тылу противника»